# Cicindela hirtilabris
Cicindela hirtilabris är en skalbaggsart som beskrevs av Leconte 1875. Cicindela hirtilabris ingår i släktet Cicindela och familjen jordlöpare. Inga underarter finns listade i Catalogue of Life.